# Романович, Анатолий Владимирович
Анато́лий Влади́мирович Романо́вич (9 сентября 1979, Солигорск, Минская область, Белорусская ССР, СССР) — российский футболист, защитник. Мастер спорта России.

## Карьера
Романович родом из города Солигорска Минской области Белорусской ССР, однако, по совету родителей, в 15-летнем возрасте отправился к бабушке в Новгород. Поступил в электронно-механический колледж и одновременно стал заниматься футболом, его первым тренером был Валерий Чугунов. Во взрослом же футболе дебютировал в 1996 году в северо-западной лиге любительских команд за команду СДЮСШОР-2 (Новгород), после чего перешёл в «Оазис». Осенью 2000 года клуб удачно выступил в розыгрыше Кубка России, дошёл до 1/16 финала, где лишь в дополнительное время со счётом 1:2 уступил «Анжи», после чего Романович перешёл в другой махачкалинский клуб «Динамо». В 2005 году играл в «Спартаке» из Нальчика. В 2006 году перешёл в «Шинник». В середине 2007 года пополнил состав «Терека». В 2009 году на правах аренды играл в клубе «МВД России». После того как столичный клуб снялся с соревнований, перешёл в «Краснодар». С 2010 года выступал за «Балтику». С 2012 года играл на Дальнем Востоке за клубы «СКА-Энергия» и «Луч-Энергия», в последнем был капитаном команды. 12 августа 2014 года стал игроком симферопольского ТСК. В 2015 году выступал за «Домодедово», зимой завершил профессиональную карьеру..
В 2016—2017 годах тренировал новгородскую команду «Новгородский район», привёл её к победе в кубке Новгородской области по футболу 2016 года, в апреле 2017 года возглавлял команду на Кубке чемпионов МРО «Северо-Запад», после чего стал главным тренером команды «СШ — Электрон» (Великий Новгород), участвовавшей в первенстве Северо-Запада в рамках III дивизиона. В сезоне 2022/23 — в тренерском штабе ФК «Электрон». В 2023 году — главный тренер команды СШ «Электрон» — участницы ЮФЛ-3 (игроки до 16 лет) северо-западного дивизиона, тренер в командах-участницах ЮФЛ-1 (до 18 лет) и ЮФЛ-2 (до 17 лет).
В 2014 году закончил Дагестанский государственный педагогический университет по специальности «Физическая культура и спорт».
26 февраля 2024 года контрольно-дисциплинарный комитет РФС за нарушение дисциплинарного регламента (предоставление в РФС недостоверной информации) запретил Романовичу осуществлять любую связанную с футболом деятельность сроком на 6 месяцев.
10 апреля апелляционный кометет изменил наказание на 3 месяца реального наказания и 3 месяца условно с испытательным сроком в 1 год.

## Достижения
- Серебряный призёр Первого дивизиона (2): 2005, 2007
- Обладатель Кубка ФНЛ: 2014
- Победитель зоны «Юг» Второго дивизиона: 2003
- Серебряный призёр зоны «Юг» Второго дивизиона: 2002

## Личная жизнь
Со своей будущей женой Алёной познакомился в Новгороде. 8 сентября 2008 года у них родился сын.